# Skrofuloza

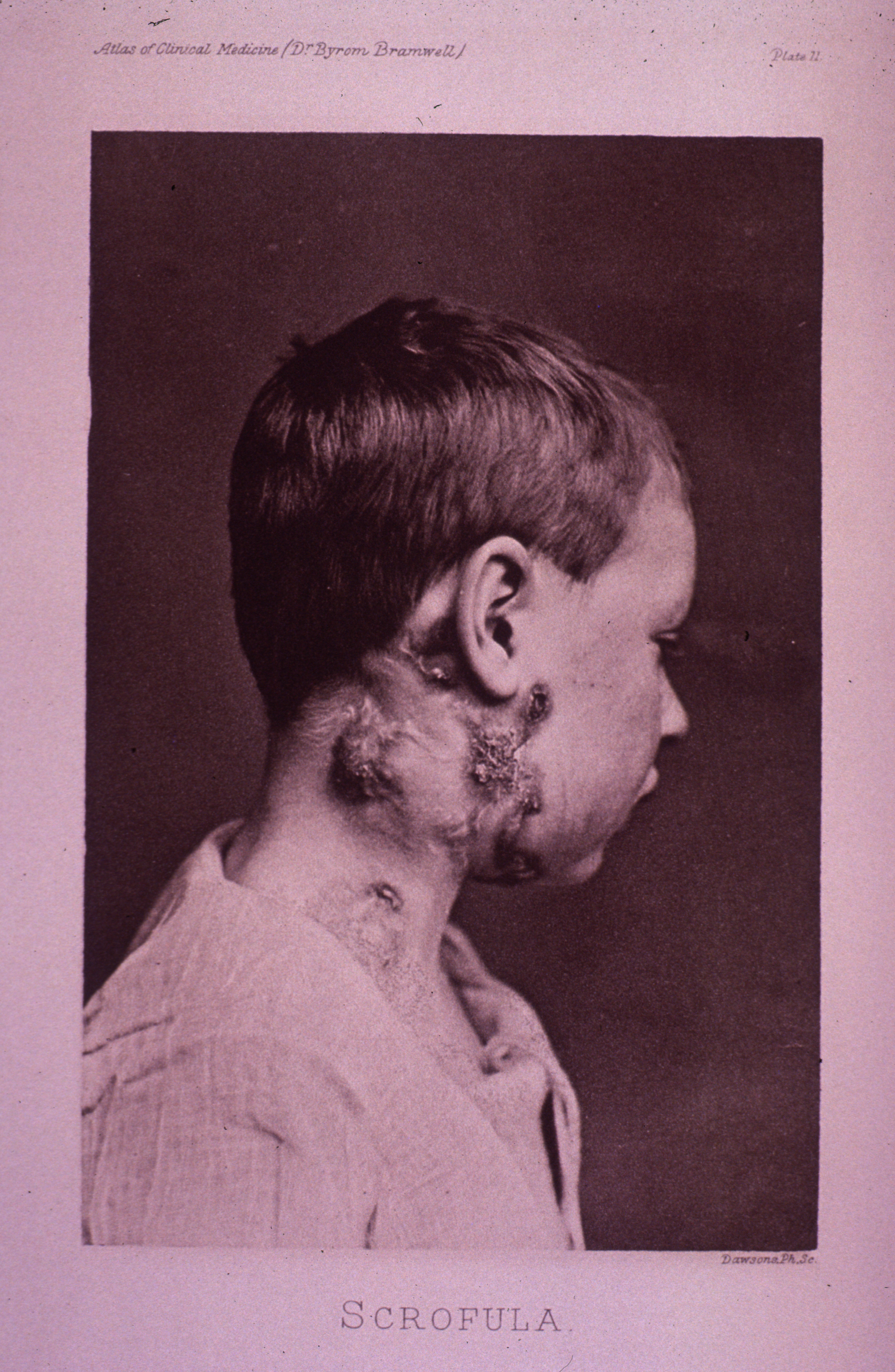
Chory na skrofuły

Skrofuloza (skrofuły lub przest. zołzy) – gruźlica węzłów chłonnych. Obecnie rzadko spotykana.
Choroba uaktywnia się na skutek złych warunków higienicznych, głównie u dzieci ze skłonnością do odczynów wysiękowych. Przy skrofulozie, prócz umiejscowienia zmian chorobowych w węzłach chłonnych szyi (co daje efekt w postaci opuchlizny), występuje również przewlekły nieżyt nosa i objawy zapalne spojówek. Współcześnie ze względu na poprawę opieki medycznej skrofuloza występuje rzadko; dawniej dotykała w szczególności źle sytuowane rodziny wielodzietne.